# Vomano
Vomano (latin: Vomanus) är en flod i den italienska regionen Abruzzo. Den är 76 kilometer lång och rinner genom Montorio al Vomano och Roseto degli Abruzzi på sin väg till Adriatiska havet.